# 紫阳湖站
紫阳湖站位于中华人民共和国湖北省武汉市武昌区复兴路，是武汉地铁11号线的地铁车站，2024年12月27日启用。

## 车站结构
本站的工程名为复兴路站，原计划与4、5号线站内换乘，但因为通道位于非付费区，因此无法进行闸内转乘。2025年7月31日，两站之间开通虚拟换乘，可持同一单程票、储值卡或乘车码在30分钟内出站前往另一站进站连续计费。

### 楼层分布
| 地面     |                    | 出入口                              |  |  |
| 地下一层 |                    | 售票机、客服中心、武汉通充值        |  |  |
| 地下二层 |                    | █ 11号线 往江安路（江安路）         |  |  |
|          | 岛式站台，左侧开门 |                                     |  |  |
|          |                    | █ 11号线 往葛店南站（武昌站东广场） |  |  |

### 出入口
|                             |      | |  |
| 出口编号                    | 设施 | 建议前往的目的地 |  |
| A                           |      | 复兴路 津水路、巡司河街、武昌区回民小学、湖北戏曲艺术中心（首义剧场）、汇文新都（B、C、D、E区）                            |  |
| B                           |      | 复兴路 津水路、武汉市第九中学、园林小区、紫阳公园、特1号花园、复兴大厦、湖滨村小区、起义门、紫湖村小区                     |  |
| C                           |      | 复兴路 武汉市武昌区复兴路小学（水陆街校区）、海达广场、水陆校区、馨都茗苑、地铁·复兴城                                     |  |
| D                           |      | 复兴路 巡司河街、武汉市武昌区复兴路小学（保安街校区）、福星苑、兴安家园、汇文新都（A区）、华天明珠花园、望山门新都、康华园 |  |
| 注： 設有电梯 \| 設有洗手間 |      | |  |